# Hymenaea reticulata
Hymenaea reticulata är en ärtväxtart som beskrevs av Adolpho Ducke. Hymenaea reticulata ingår i släktet Hymenaea och familjen ärtväxter. Inga underarter finns listade i Catalogue of Life.